# 重慶軌道交通8號線
重慶軌道交通8号线是重庆轨道交通中一條規劃中的軌道路線，为东部槽谷纵贯线。8号线一期（重庆东站～鹿栖）长约17.7公里，通过郭家沱长江大桥下层桥面跨越长江。该线路可能采用地铁制式，但车型待定。

## 建设历程
- 2019年9月30日，重庆市住房和城乡建设委员会对重庆市城市轨道交通第四期第一批建设规划进行第一次公示，含8号线一期。
- 2019年10月14日，重庆市住房和城乡建设委员会对重庆市城市轨道交通第四期第一批建设规划进行第二次公示。[1]

## 8号线規劃歷史
- 第一次公開的規劃走向：大渡口區的跳蹬至江北區的朱家壩，途經建勝、白居寺大橋、李家沱、茶園，線路全長54.3公里。貫穿了大渡口、李家沱—魚洞、 茶園—鹿角、魚嘴四個組團，全長共設23個車站，其中地下站13個，高架站10個。其中地下線總長約為26.9公里；高架線總長約27.4公里。

- 第二次公開的規劃走向：大渡口區的跳蹬至江北區的魚嘴。取消了枇杷站、朱家壩站、於李家沱地區僅設一站，原設棉紡織廠站（重慶市第六棉紡織廠，位於馬王坪工礦路49號）和三十四中站（重慶市第三十四中，李九路旁)兩站。合計減少3站，僅設20站。

- 第三次公開的規劃走向[2]：仍是東部新城縱貫線。穿銅鑼山部分取消了並改納入新17號線。江南段走向是界石～鹿角～茶園西～長生西～峽口，過郭家沱長江大橋，江北段配合兩江新區規划走向更改較大，郭家沱～魚嘴～復盛，然後跨過御臨河，與新15號線一東一西北上，終點在石船。

## 站點規劃
- 8號線在巴南區南泉街道設有兩個站，均在鹿角，即鹿角南站和鹿角北站，南站在下余家灣附近，北站在玄灘附近。[3]
- 8號線在廣陽壩下游約4.5公里處跨越長江。8號線魚嘴站位於魚嘴唐家灣附近，是規劃的魚嘴中心區。[4]